# Lorenzo Bucchi
Lorenzo Bucchi (* 21. November 1983 in Rom) ist ein ehemaliger italienischer Fußball-Torhüter, der als Spieler zuletzt beim FC Aarau in der Challenge League unter Vertrag stand. Seit 2018 ist er Torhütertrainer beim FC Luzern.

## Karriere

### Als Torhüter
Lorenzo Bucchi begann seine Karriere im Jahr 2001 beim damaligen italienischen Zweitligisten Ternana Calcio, für den er in der Saison 2001/02 seine ersten zwei Partien in der Serie B absolvierte. Er verließ den Verein zum Saisonende und schloss sich dem Drittligisten Giulianova Calcio an, bei dem er allerdings nur als Ersatztorhüter fungierte und nicht zum Einsatz kam. Im Folgejahr wechselte er zur AS Fidelis Andria, mit der er in der vierthöchsten italienischen Spielklasse am Ligabetrieb teilnahm. Auch dort erhielt er nur wenige Einsätze, während die Mannschaft den Aufstieg in die Serie C1 schaffte. In dieser konnte sich der Klub jedoch nur ein Jahr halten und stieg direkt wieder ab.
Bucchi verließ daraufhin den Verein und unterzeichnete im Sommer 2005 beim damaligen Schweizer Zweitligisten AC Bellinzona einen Vertrag und absolvierte in der Saison 2005/06 insgesamt 14 Ligaspiele in der Challenge League. Im Folgejahr etablierte sich der Italiener als Stammtorhüter und erreichte mit Bellinzona den zweiten Rang in der Liga, womit die Mannschaft an den Barragespielen gegen den Zweitletzten der Super League teilnehmen durfte.
In zwei Partien unterlagen die Tessiner jedoch klar gegen den FC Aarau und verpassten somit den Aufstieg in die höchste Spielklasse. In der darauffolgenden Saison wurde erneut der zweite Rang in der Challenge League errungen und die Teilnahme an den Aufstiegsspielen sichergestellt. In zwei Partien konnte der oberklassige FC St. Gallen besiegt werden, und Bucchi spielte erstmals in seiner Karriere in der höchsten Schweizer Liga. Mit acht Punkten Vorsprung auf den FC Luzern gelang in der folgenden Spielzeit der Klassenerhalt in der Super League.
Er konnte mit Bellinzona außerdem bis ins Finale des Schweizer Cups 2007/08 vorstoßen, bei dem er mit den Tessinern 1:4 gegen den FC Basel unterlag.
Im Sommer 2009 gab der Grasshopper Club Zürich die Verpflichtung des Torhüters bekannt. Bei den Zürchern agierte er als Ersatztorhüter hinter dem Schweizer Yann Sommer.
Er wechselte im Sommer 2010 zurück nach Italien zum US Arezzo. Danach war ab Januar 2013 für ein halbes Jahr beim FC Fribourg unter Vertrag.
Im Sommer 2013 wechselte er zum Schweizer Super-League-Verein FC Luzern (FCL). Er war drei Jahre bis Sommer 2016 Ersatztorhüter beim FCL.
Bucchi wechselte trotz Vertrag bis Ende Juni 2017 beim FC Luzern frühzeitig im Sommer 2016 zum FC Aarau in die Challenge League. Er unterschrieb einen Vertrag bis Ende Juni 2018.

### Als Torhütertrainer
Nach der Beendigung seiner Aktivkarriere beim FC Aarau im Juni 2017 wurde sein Vertrag in eine zweijährige Anstellung als Torhütertrainer umgewandelt. Bucchi kehrte jedoch bereits 2018 als Torhütertrainer zum FC Luzern zurück.